# Lista de seleções nacionais de futebol da América do Sul por apelido
Esta é uma lista de seleções nacionais de futebol da América do Sul por apelido (português brasileiro) ou alcunha (português europeu).

## América do Sul
| Seleção              | Apelido                   | Tradução                  | Notas | Ref.         |
| -------------------- | ------------------------- | ------------------------- | --- | ------------ |
| Argentina            | La Albiceleste            | A Alviceleste             | | [ 1 ]        |
| Bolívia              | La Verde                  |                           | Em 1957, a Federação Boliviana de Futebol decidiu usar apenas a cor verde no uniforme titular da seleção. | [ 2 ]        |
| Brasil               | Seleção Canarinho         |                           | Referência à cor amarela, predominante no uniforme titular.                                               | [ 2 ]        |
| Brasil               | A Seleção                 |                           | | [ 3 ]        |
| Brasil               | Verde-Amarela             |                           | | [ 2 ]        |
| Chile                | La Roja                   |                           | | [ 4 ]        |
| Chile                | El equipo de todos        | A Equipe de Todos         | [ 5 ] |              |
| Colômbia (masculino) | Los Cafeteros             | Os Cafeteiros             | | [ 6 ]        |
| Colômbia (masculino) | La Tricolor               | A Tricolor                | Referência às cores da bandeira da Colômbia (amarela, azul e vermelha).                                   | [ 7 ]        |
| Colômbia (feminino)  | Las Chicas Superpoderosas | As Meninas Superpoderosas | | [ 8 ] [ 9 ]  |
| Equador              | La Tri / Tricolor         | A Tricolor                | Referência às cores da bandeira do Equador.                                                               | [ 10 ]       |
| Paraguai             | La Albirroja              | A Alvirrubra              | | [ 10 ]       |
| Paraguai             | Los Guaraníes             | Os Guaranis               | | [ 10 ]       |
| Peru                 | La Blanquirroja           |                           | | [ 2 ]        |
| Uruguai              | La Celeste (Olímpica)     | A Celeste (Olímpica)      | | [ 2 ] [ 11 ] |
| Uruguai              | Los Charrúas              | Os Charruas               | | [ 2 ]        |
| Venezuela            | La Vinotinto              | A Vinho-Tinto             | . | [ 12 ]       |
| Venezuela            | Los Llaneros              |                           | | [ 2 ]        |
| Venezuela            | La Remolacha Mecanica     | A Beterraba Mecânica      | | [ 2 ]        |